# پورنوگرافی دوجنس‌گرا

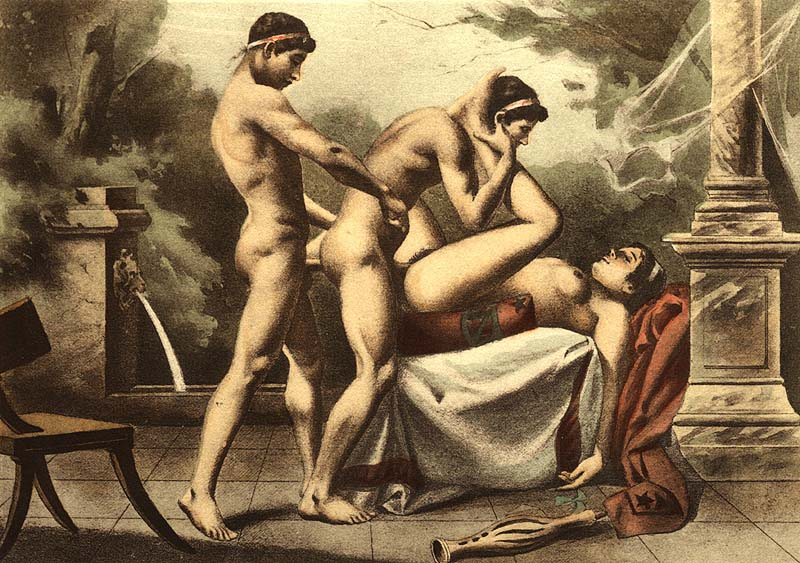
نقاشی ادوارد هنری آوریل که دو مرد و یک زن را در حال آمیزش جنسی به روش تری‌سام به تصویر می‌کشد

پورنوگرافی دوجنس‌گرا یک ژانر از پورنوگرافی است که معمولاً مردان و حداقل یک زن را به تصویر می‌کشد که همه شرکت‌کنندگان به انجام اعمال آمیزش جنسی روی یکدیگر مشغول هستند و به صورت متقابل با یکدیگر از نظر جنسی فعالیت می‌کنند.
در اصطلاح، صحنه‌هایی که شامل فعالیت جنسی میان زنان و یک مرد هستند، اغلب به عنوان پورنوگرافی دوجنس‌گرا شناسایی نمی‌شوند، مگر اینکه ویژگی‌های خاصی از دوجنس‌گرایی در آن‌ها به صراحت نمایش داده شود. در بسیاری از موارد، پورنوگرافی که شامل تنها دو جنس است (یعنی دگرجنس‌گرایی یا همجنس‌گرایی) ممکن است به تبعیض‌های جنسیتی موجود در جامعه پورنوگرافی عمل کند که فقط از دیدگاه‌های خاص جنسیتی تعریف می‌شود.
صحنه‌های جنسی که شامل روابط جنسی بین یک مرد و چندین زن هستند، معمولاً در دسته‌بندی‌های دگرجنس‌گرایی قرار می‌گیرند و نه دوجنس‌گرایی، مگر اینکه تعاملات جنسی دوجنس‌گرا به صورت واضح در آن‌ها به تصویر کشیده شود. معیارها برای تعریف دوجنس‌گرایی در پورنوگرافی می‌تواند متغیر بوده و تفسیری باشد، و بسته به فرهنگ و نظام‌های معنایی که در آن قرار دارند، متفاوت باشد.

## تاریخچه
نقاشی‌های دیواری قبرهای باستانی اتروسکی باقی‌مانده‌هایی از تمدن اتروسکی هستند که بر سرزمین‌هایی که امروزه بخش‌هایی از ایتالیا را تشکیل می‌دهند، در قرن‌های ۹ تا اول پیش از میلاد سلطه داشتند. این نقاشی‌ها اغلب در داخل مقابر ساخته شده‌اند و بینش ارزشمندی را در مورد زندگی، مراسم مذهبی، افسانه‌ها، و فرهنگ روزمره‌ اتروسکان‌ها به ما می‌دهند.
این نقاشی‌ها فعالیت‌هایی از زندگی اتروسکان‌ها را به تصویر می‌کشند، از جمله صحنه‌های جشن‌ها، ضیافت‌ها، رقص و موسیقی، و همچنین صحنه‌هایی با مضامین مذهبی و اساطیری. مهمتر از همه، این نقاشی‌ها گاه شامل صحنه‌های جنسی هم هستند که نشان‌دهنده تصورات اتروسکی‌ها درباره جنسیت و روابط جنسی می‌باشند، نمونه‌هایی از اروتیسم دوجنس‌گرا در نقاشی‌های دیواری قبرهای باستانی اتروسکی یافت شده‌اند که فعالیت‌های همجنس‌گرایانه را همراه با فعالیت‌های دگرجنس‌گرایانه به نمایش می‌گذارند.

## کارگردانان و بازیگران مطرح
- کرت لاکوود
- دنی ویلد
- شارون کین
- چی چی لاریو [۲]
- شای لاو
- پل نورمن (کارگردان)
- اونا زی

## کتابشناسی
- Marjorie Garber: Bisexuality and the Eroticism of Everyday Life (Routledge, 2000). شابک ‎۰−۴۱۵−۹۲۶۶۱−۰